# Bartuğ Elmaz
Bartuğ Elmaz, né le 19 février 2003 à Tekirdağ, est un footballeur turc qui évolue au poste de milieu défensif au Fenerbahçe SK.

## Biographie

### Carrière en club

#### Débuts à Instanbul
Né à Tekirdağ en Turquie, Bartuğ Elmaz est formé par le Galatasaray SK, où il signe son premier contrat en novembre 2020. commence sa carrière professionnelle en championnat de Turquie. Il joue son premier match avec l'équipe première du club le 22 décembre 2020, lors d'une victoire 3-1 contre Gaztepe en championnat.

#### Court passage à Marseille
En janvier 2022, Elmaz signe un accord pour rejoindre Marseille à la fin de son contrat, intégrant ainsi le club de Ligue 1 en juin 2022.
Il fait ses débuts avec Marseille le 7 janvier 2023, lors d'une victoire 2-0 contre Hyères en Coupe de France,.

#### Transfert au Fenerbahçe et affirmation en prêt
En juillet 2023, sans avoir trouvé plus de temps de jeu en Ligue 1, Elmaz est transféré au Fenerbahçe, où il signe un contrat de trois ans,,.
Il fait ses débuts avec l'équipe lors d'une victoire 3-0 en qualification pour la Ligue Europa Conférence contre Maribor le 17 août 2023.
Continuant la saison avec plusieurs apparition comme remplaçant pour Fenerbahçe, il la termine en prêt chez un autre club de ligue turque, le Sivasspor,.
De retour au Fenerbahçe, il retrouve son statut de remplaçant, jouant notamment son premier match de Ligue des champions, entrant en jeu lors du match de qualification, un match nul 1-1 contre le LOSC.
Mais après avoir échoué à se faire une place dans le 11 du nouvel entraineur José Mourinho, Elmaz est à nouveau prêté, de janvier 2025 à la fin de la saison, cette fois au Maribor, un des meilleurs club du championnat de Slovénie,.

### Carrière en sélection
Bartuğ Elmaz est international turc junior de l'équipe des moins de 15 ans jusqu'à la Turquie espoirs, cumulant plus de 60 sélection au total, homme clé dans chacune de ces équipes.

## Palmarès
Galatasaray SK
- Championnat de Turquie
  - Vice-champion en 2020-2021